# Skowronek (zwyczajny)
Skowronek (zwyczajny), skowronek polny, rolak (Alauda arvensis) – gatunek małego ptaka z rodziny skowronków (Alaudidae).

## Systematyka
Wyróżniono kilkanaście podgatunków A. arvensis:
- skowronek (zwyczajny), skowronek[3] (A. arvensis arvensis) – północna, zachodnia i środkowa Europa. Obejmuje proponowany podgatunek scotica Tschusi, 1903.
- A. arvensis sierrae – Portugalia, środkowa i południowa Hiszpania. Obejmuje proponowany podgatunek guillelmi Witherby, 1921.
- A. arvensis harterti – północno-zachodnia Afryka.
- A. arvensis cantarella – południowa Europa od północno-wschodniej Hiszpanii do Turcji i Kaukazu.
- A. arvensis armenica – południowo-wschodnia Turcja do Iranu.
- A. arvensis dulcivox – południowo-wschodnia europejska część Rosji i zachodnia Syberia do północno-zachodnich Chin i południowo-zachodniej Mongolii.
- A. arvensis kiborti – południowa Syberia, północna i wschodnia Mongolia oraz północno-wschodnie Chiny.
- A. arvensis intermedia – północno-środkowa Syberia do północno-wschodnich Chin i Korei.
- A. arvensis pekinensis – północno-wschodnia Syberia, Kamczatka i Wyspy Kurylskie.
- A. arvensis lonnbergi – północny Sachalin.
- skowronek japoński[3] (A. arvensis japonica) – południowy Sachalin, południowe Wyspy Kurylskie, Japonia i Wyspy Riukiu.

## Występowanie
Zamieszkuje Eurazję po wschodnią Syberię i Japonię oraz Afrykę Północną. Populacje zachodnie osiadłe, wschodnie wędrują zimą bardziej na południe, tam gdzie dominuje łagodniejszy klimat. Przeloty od lutego do maja i od września do listopada. Zimują w Europie Zachodniej, w basenie Morza Śródziemnego i Czarnego, od Bliskiego Wschodu po północno-zachodnie Indie oraz w Chinach, Korei i Japonii. Introdukowany w Kanadzie, Australii, Nowej Zelandii i na Hawajach.
W Polsce bardzo liczny ptak lęgowy krajobrazu rolniczego. Według szacunków Monitoringu Pospolitych Ptaków Lęgowych, w latach 2013–2018 populacja skowronka w Polsce liczyła 10,0–10,84 miliona par, co czyniło go najliczniejszym ptakiem lęgowym, przed ziębą i wróblem. Choć związany jest głównie z mozaiką pól, łąk i pastwisk, spotkać go można na biebrzańskich torfowiskach i wysoko położonych łąkach w Karkonoszach, choć góry zasiedla mniej licznie lub rzadko. Jest dominującym ptakiem na otwartych obszarach pól Wielkopolski, Mazur i Śląska. Ornitolodzy oszacowali najgęstsze tereny występowania tego ptaka na 8 par lęgowych zajmujących 10 ha powierzchni pól. Corocznie odnotowuje się zimowanie stad do kilkudziesięciu osobników, zwłaszcza w zachodniej Polsce – na Dolnym Śląsku i w Wielkopolsce. Wiosenna migracja jest widoczna po bardzo licznym przelocie przez kraj. Ptaki grupują się wówczas w duże, liczące po kilkadziesiąt osobników, stada. W lutym, gdy jeszcze niewiele ptaków słychać, co jakiś czas widać przelatującego i śpiewającego skowronka (może być wtedy jedynym, którego słychać pośród pól). Migracje kończą się w pierwszych dniach maja.

## Charakterystyka

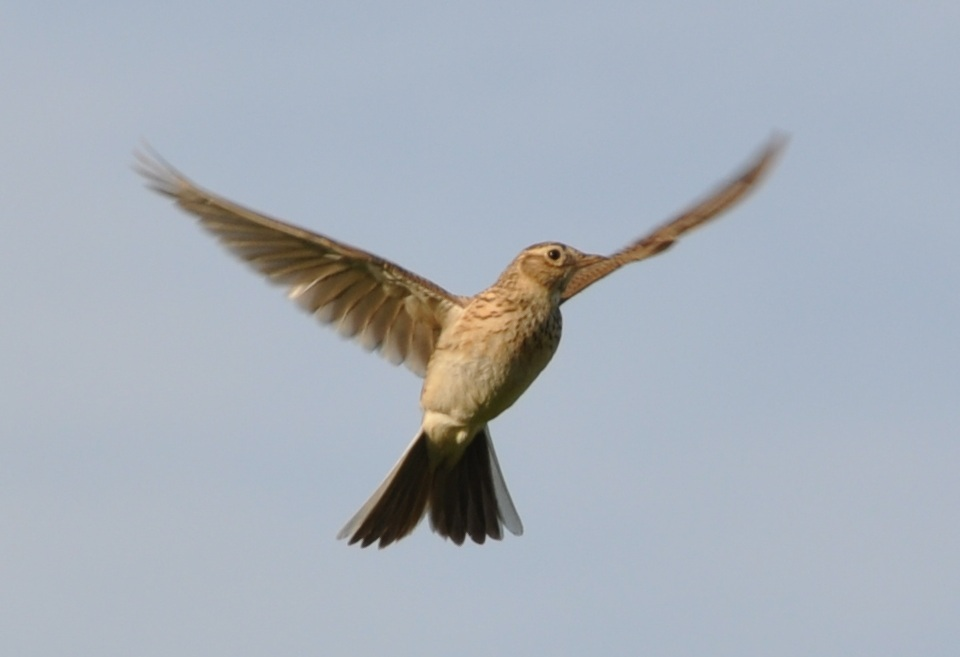
Skowronki swą pieśń godową wykonują przeważnie w locie

### Wygląd
Sylwetka szczupła. Obie płci ubarwione jednakowo. Nie różnią się zbytnio; samice są trochę mniejsze. Na głowie krótki, ledwo widoczny czubek utworzony z piór na wierzchu głowy (bardziej wydatny występuje u skowronka borowego). Zaznacza się wyraźniej w trakcie stroszenia piór. Upierzenie szaroziemiste z intensywnym, ciemniejszym szarym, śniado-brązowym kreskowaniem, jaśniejszym od spodu, stanowiącym doskonałą barwę maskującą. Brwi i obramowanie policzków o nieco jaśniejszym odcieniu niż reszta ciała. Spód brudnobiały, na piersi brązowo kreskowany, niżej jednolity, bez kreskowania. Skrzydła trójkątne, lotki mają jasne końcówki. W locie wyraźnie widoczna biel tylnej krawędzi skrzydeł i skrajnych sterówek. Dobrze widać je z niewielkiej odległości w trakcie podrywania się ptaka do lotu. Nogi jasnoróżowe z charakterystycznym długim, prawie prostym pazurem tylnego palca, który ułatwia poruszanie się po ziemi. Dziób dość krótki, a ogon długi. Rozmiarami przewyższa wróbla.

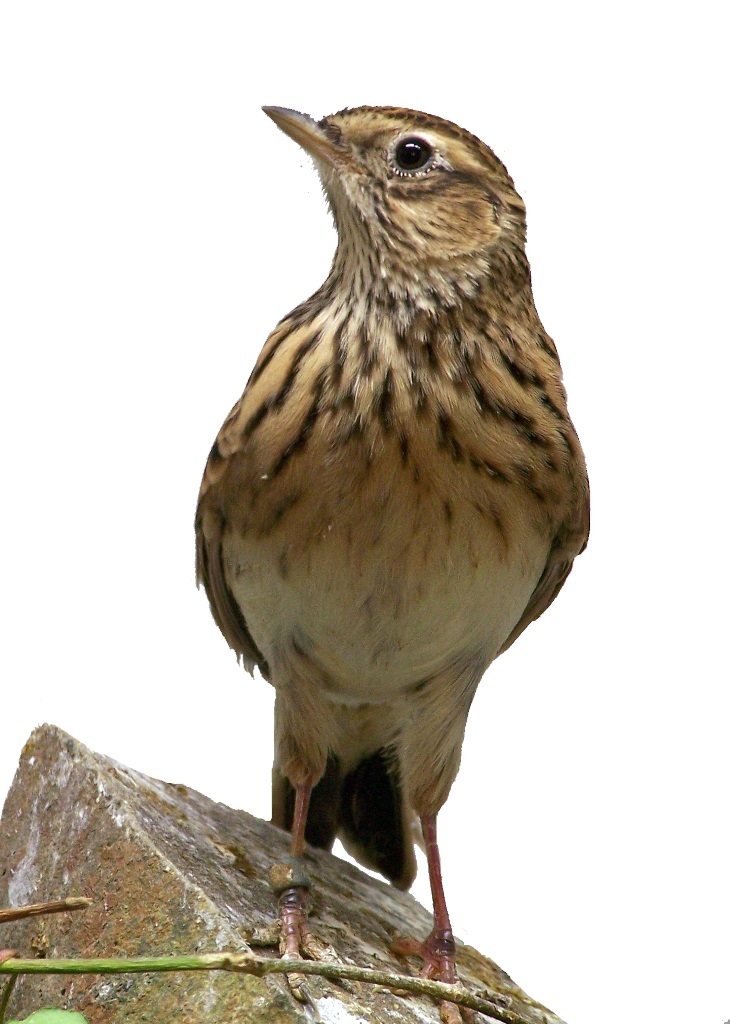
Charakterystyczny przód ciała z kreskowaną piersią i jednolitym beżowym brzuchem

### Rozmiary ciała
długość ciałaok. 17–19 cm
rozpiętość skrzydełok. 30–35 cm
długość skrzydłasamiec ok. 105–115 mm, samica ok. 95–105 mm

### Masa ciała
samiec ok. 30–45 g, samica ok. 25–38 g

### Głos
Wabi krótkim, płynnym „prrit”. Śpiewa przede wszystkim w długim locie tokowym nad łąkami i polami, rzadziej siedząc na ziemi. Zdarza się to przy silnym wietrze, ale spłoszony wylatuje natychmiast z głośnym śpiewem w powietrze. Śpiew jest potoczysty, perlisty, złożony z szybkich, wysokich, wibrujących, świergocących treli, przyjemny dla ludzkiego ucha. Może zawierać naśladownictwa głosów innych ptaków. Najczęściej samiec podrywa się milcząco z ziemi prawie pionowo, po jakimś czasie na wysokości 10–20 m zaczyna śpiewać, następnie nie przerywając śpiewu wznosi się dalej prosto w górę, zataczając łuki, spiralnie, z szybkimi uderzeniami skrzydeł, na znaczną wysokość (100–200 m) i tam zawisa w jednym punkcie. Po kilku-kilkunastu minutach rozpościera skrzydła i powoli powraca spiralnym lotem ślizgowym na ziemię nadal śpiewając. Na wysokości 10–20 m przestaje śpiewać, składa skrzydła i szybko opada, przed samą ziemią wyhamowując przez rozłożenie skrzydeł i ogona. Lądowanie nie sprawia mu trudu. Skowronki śpiewają przez cały dzień. Zaczynają jeszcze przed wschodem słońca, a kończą po zachodzie. Ich śpiew można usłyszeć zaraz po przylocie z zimowisk (nawet w końcu lutego), a następnie przez całą porę toków i gniazdowania. Tylko podczas mgły milkną na pewien czas, podobnie jak w sierpniu i we wrześniu, w okresie pierzenia. W maju średni czas trwania śpiewu wynosi około 2 minut. Głównym jego celem jest oznaczenie terytorium (tak by inne samce go nie przekraczały) i wabienie samic. Śpiew jest typowy dla ptaków terenów otwartych, gdyż zastępuje melodie wykonywane z wysokich, eksponowanych miejsc.

### Zachowanie
W porze lęgowej broni terytorium, poza tym ptak towarzyski. Zachowuje ostrożność i skrytość. Wędruje zwykle w dużych, luźnych stadach, nawet do 1000 osobników. Najczęściej przesiaduje na ziemi, choć unika zupełnie nieporośniętych obszarów, gdyż roślinność służy mu za schronienie. Tylko wyjątkowo może usiąść na bardziej wyeksponowanym lub wyżej położonym punkcie w terenie, jak słupki i druty.

### Długość życia
Średnio 3 lata, maksymalny odnotowany wiek – 10 lat.

## Środowisko

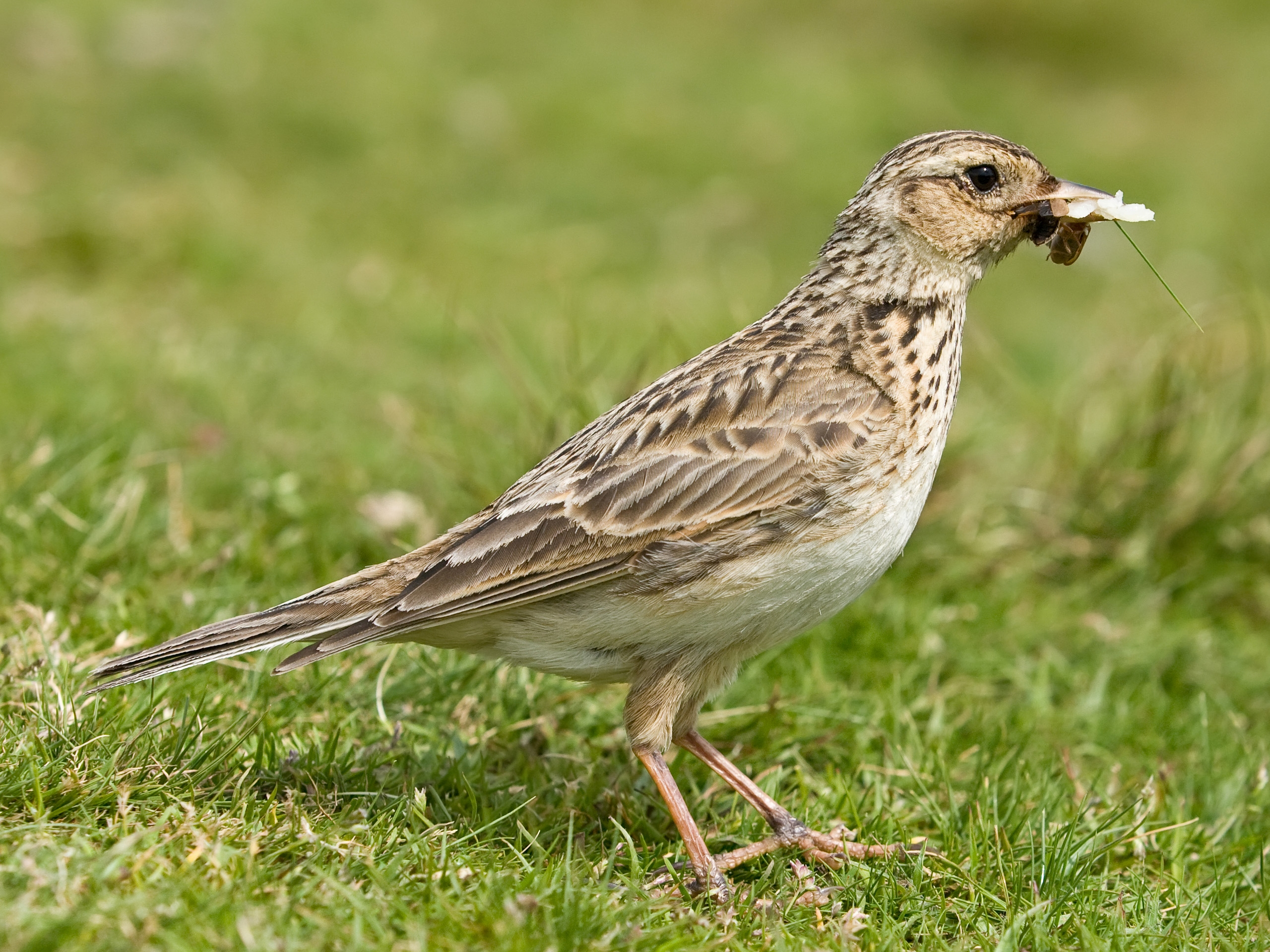
Dieta skowronków jest w równym stopniu zwierzęca, co roślinna

Pierwotnym siedliskiem tego ptaka był step. Obecnie skowronek preferuje krajobraz rolniczy bez gęściej rosnących krzewów i drzew: pola uprawne (najlepiej gdy są obsiane zbożami), otwarte, porośnięte trawą pofałdowane pastwiska, nizinne i górskie łąki o umiarkowanej wilgotności, tereny bezleśne, odkryte bagna, pagórki. Mniej licznie występuje na torfowiskach, na całkowitych zrębach i otwartych terenach ruderalnych. Ponadto zamieszkuje tundrę. Gnieździć może się na wydmach i dużych porębach. Szczególnie dobre warunki znajduje nad morzami, gdzie na ekstensywnie wykorzystywanych łąkach i pastwiskach, na których pasa się owce, znajduje dość miejsca na gniazda. Potrafi się też dostosować do dość ubogich moczarów na nizinach wewnątrz lądu.
Należy do niewielu gatunków, którym nie przeszkadzają zmiany zachodzące w rolnictwie, a co za tym idzie, intensywne przekształcenia w krajobrazie. Preferuje bowiem wielkopowierzchniowe uprawy roślin zbożowych i innych.

## Pożywienie
Głównie owady (dorosłe, poczwarki i larwy), pająki, wije i dżdżownice oraz inne bezkręgowce, jesienią i zimą uzupełnione o nasiona traw, chwastów i zbóż (głównie pszenicy) oraz zielone części roślin. Połowę diety stanowi pokarm zwierzęcy.
Skowronki zbierają owady na ziemi, z roślin, czasem wygrzebują je z gruntu. Zimą przeważa w znacznej mierze pokarm roślinny. W trakcie żerowania spokojnie chodzi lub biega po ziemi.

## Lęgi

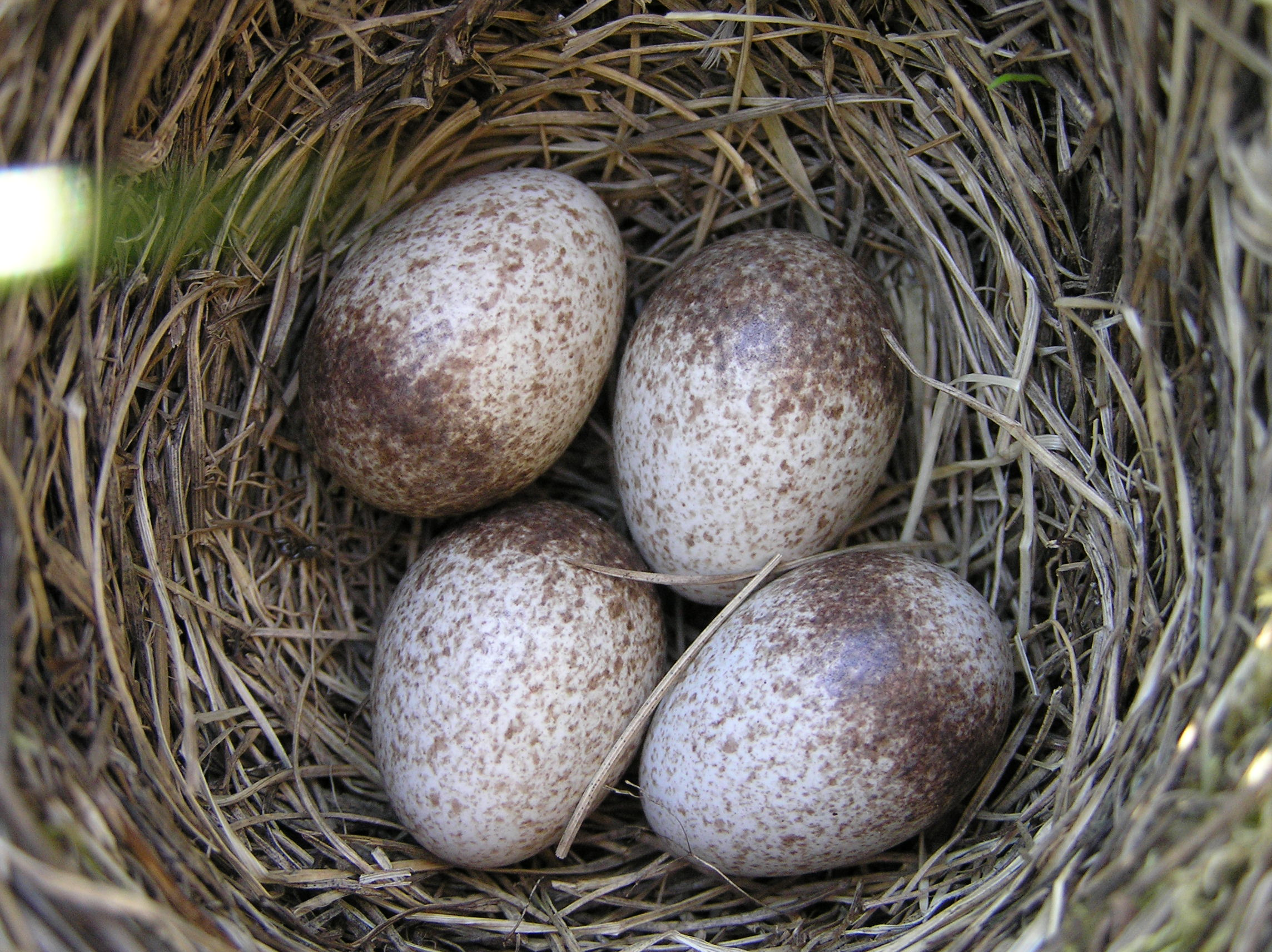
Gniazdo skowronka

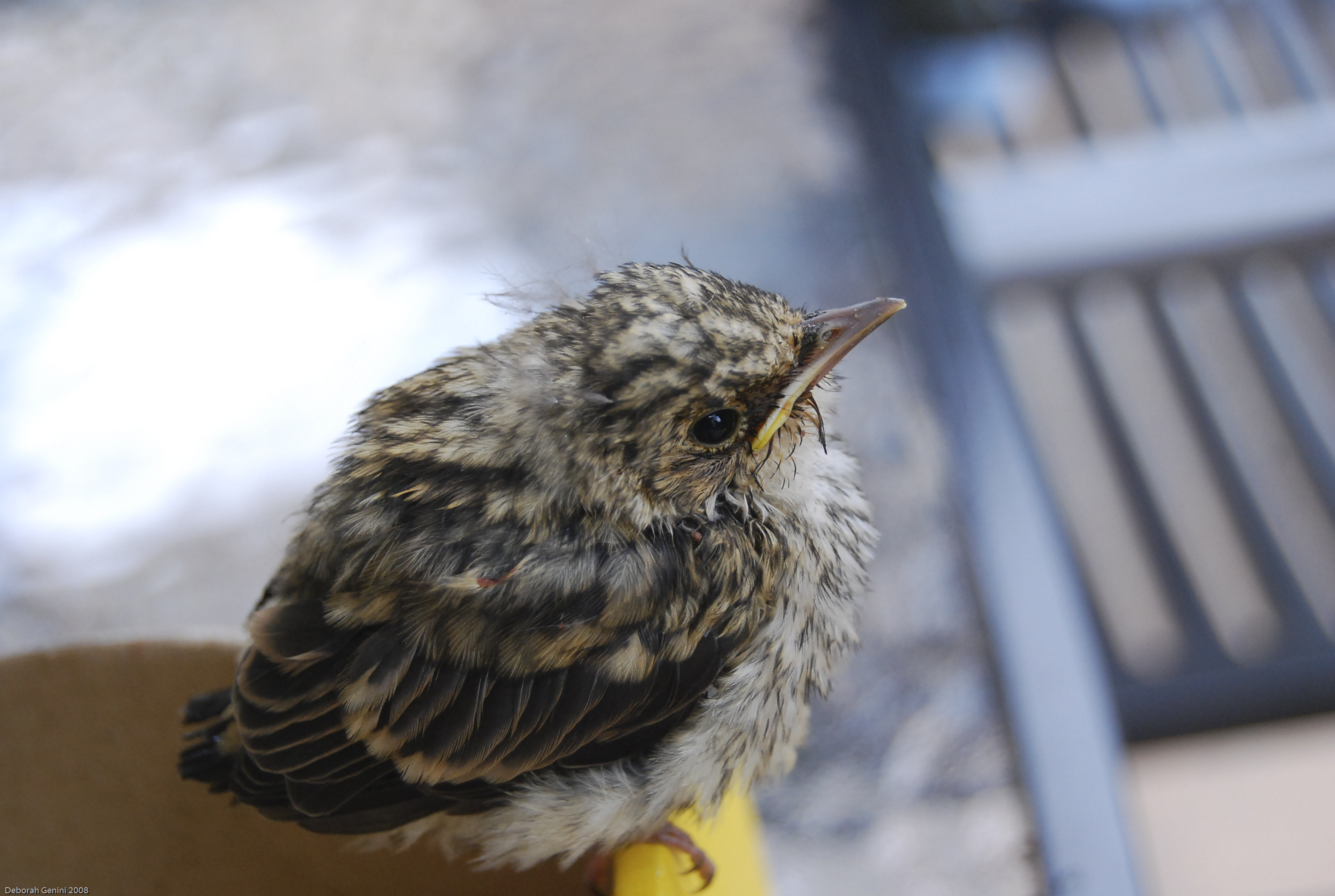
Młody skowronek w wieku 10 dni

Skowronki na tereny lęgowe przylatują w lutym. W ciągu roku wyprowadza jeden lub najczęściej dwa, a nawet trzy lęgi: pierwszy w kwietniu, a ewentualne kolejne aż do sierpnia. Tworzone pary są monogamiczne.
Zachowania godoweSamiec nieustannie śpiewa w locie tokowym, wznosząc się wysoko w górę. Śpiewem utrzymuje też inne samce w odpowiedniej odległości od swego terytorium. Kontynuuje śpiew również wówczas, gdy samica buduje już gniazdo i wysiaduje jaja.
GniazdoSamica buduje gniazdo bezpośrednio na ziemi, pośród niezbyt gęstej lub niskiej roślinności zielnej (np. w jarym zbożu), w płytkim dołku wyściełanym źdźbłami traw, niewielką ilością końskiego włosia i cienkich korzonków. Gniazdo jest dobrze ukryte. Najczęściej przylatujący skowronek nie ląduje w jego pobliżu, lecz gdzieś dalej i dochodzi do niego pieszo.
Jaja i wysiadywanieW zniesieniu 3–5 jaj o średnich wymiarach 23 × 16 mm, o zróżnicowanym tle od białoszarego po oliwkowe lub białobrązowe z licznymi, szarobrązowymi plamkami. Średnia wielkość lęgu jest większa na wschodzie niż na zachodzie. Jaja są wysiadywane przez 11–14 dni wyłącznie przez samicę. W tym czasie samiec nadal śpiewa.
PisklętaPisklęta, gniazdowniki, opuszczają gniazdo po 8–11 dniach, ale przez pewien czas są wciąż uzależnione od pokarmu przynoszonego przez oboje rodziców i nie są zdolne do lotu. Młode ukryte w pobliżu gniazda oczekują, aż powrócą oni z pożywieniem. Pisklęta stają się lotne w wieku ok. 3 tygodni. W tym okresie wnętrze paszczy młodych jest nieco żółte, a na języku widać trzy czarne plamki. Dojrzałość płciową osiągają w pierwszym roku życia.

## Status i ochrona
IUCN uznaje skowronka za gatunek najmniejszej troski (LC – Least Concern). Liczebność światowej populacji, obliczona w oparciu o szacunki organizacji BirdLife International dla Europy z 2015 roku, mieści się w przedziale 290–530 milionów dorosłych osobników. Globalny trend liczebności populacji uznawany jest za spadkowy.
Na terenie Polski jest objęty ścisłą ochroną gatunkową. Na Czerwonej liście ptaków Polski sklasyfikowany został jako gatunek najmniejszej troski (LC).
Według szacunków Monitoringu Pospolitych Ptaków Lęgowych (MPPL) w latach 2008–2012 populacja skowronka w Polsce liczyła 11,1–13,6 miliona par, zaś w latach 2013–2018 – 10,0–10,84 miliona par. Badania MPPL wykazały spadek liczebności krajowej populacji lęgowej w latach 2007–2018 o około 27% (wcześniej, w latach 2000–2006 wykazały umiarkowany wzrost). Przyczyną spadków może być zarówno intensyfikacja rolnictwa (wprowadzanie maszyn, nawozów sztucznych i trujących oprysków odbiera mu siedliska), jak i zaprzestanie użytkowania, np. na Pomorzu, Mazurach i Dolnym Śląsku. Proces spadku populacji ma nasilony charakter zwłaszcza w Europie Zachodniej, gdzie pola są duże, a uprawy są mało zróżnicowane. W Europie znajdują się regiony, gdzie gatunkowi grozi już nawet wymarcie.